# Левий Матфей
Ле́вий Матфе́й (сир. ܡܬܝ, др.-греч. μαθθαιος, лат. Matthæus; также Свято́й Матфе́й; евангели́ст Матфе́й; Ле́вий Алфе́ев) — один из двенадцати апостолов, ближайших учеников Иисуса Христа, персонаж Нового Завета. Считается автором первого канонического Евангелия — Евангелия от Матфея.
Художественно-символически изображается в сопровождении ангела.

## Упоминания
Упомянут в списках апостолов в Евангелии от Матфея (10:3), от Марка (3:18), от Луки (6:15), а также в Деяниях святых апостолов (1:13). Евангелие от Марка называет его Левий Алфеев (Мк. 2:14), то есть сын Алфея.

## О жизни Матфея
Единственный достоверный факт, сообщаемый Евангелиями, — то, что Левий Матфей был мы́тарем, то есть сборщиком пошлин. В тексте Евангелия от Матфея апостол назван «Матфей мытарь», что, возможно, указывает на смирение автора, так как мытари глубоко презирались иудеями. Евангелие от Марка (2:14) и Евангелие от Луки сообщают о призвании Левия Матфея: 

После сего [Иисус] вышел и увидел мытаря, именем Левия, сидящего у сбора пошлин, и говорит ему: следуй за Мною. И он, оставив всё, встал и последовал за Ним. И сделал для Него Левий в доме своём большое угощение; и там было множество мытарей и других, которые возлежали с ними.
— Лк. 5:27—29
Евангелие от самого Матфея сообщает о призвании Левия Матфея:

Проходя оттуда, Иисус увидел человека, сидящего у сбора пошлин, по имени Матфея, и говорит ему: следуй за Мною. И он встал и последовал за Ним.
— Мф. 9:9

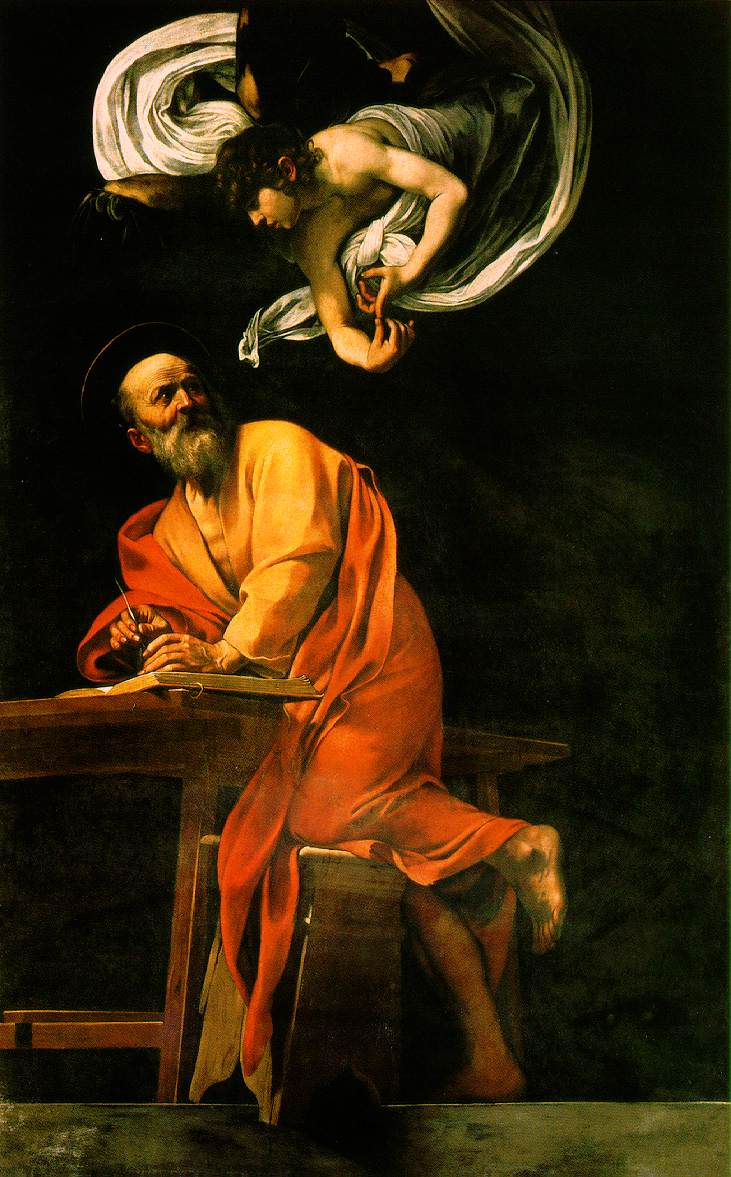
Караваджо, «Святой Матфей и ангел»

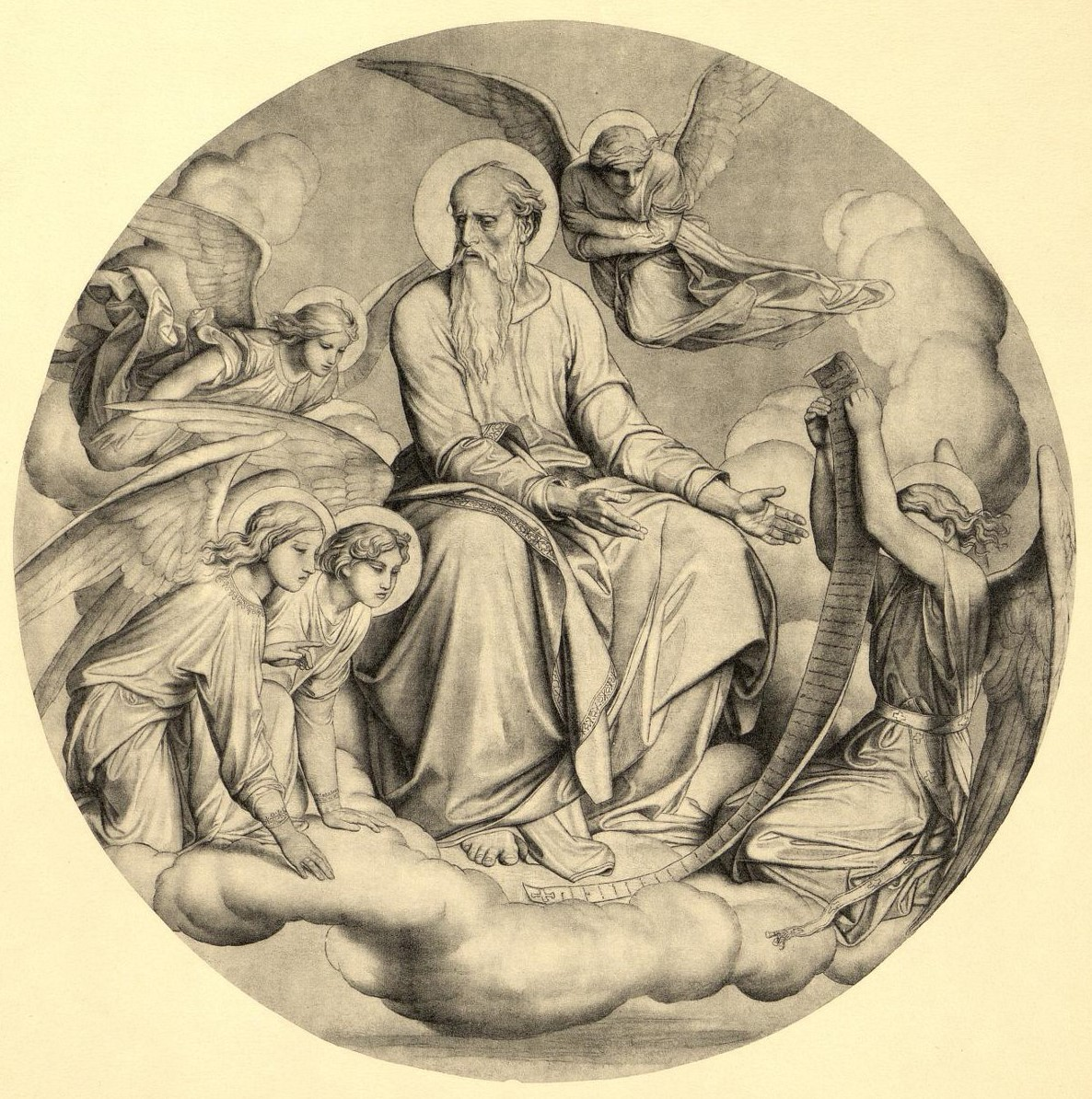
Ф. А. Бруни. Эскиз для Исаакиевского собора — Евангелист Матфей
(1840-е гг)

О дальнейшей жизни Матфея почти ничего не известно. По одним источникам, он проповедовал в Эфиопии, где был замучен около 60 года; по другим, он был казнён за проповедь христианства в малоазийском городе Иераполис. Однако в соответствии с так называемым Каталонским атласом, датированным 1375 годом, на северном берегу озера Иссык-Куль в Кыргызстане изображено здание с крестом, а рядом имеется надпись: «Место, называемое Иссык-Куль. В этом месте монастырь братьев армянских, где пребывает тело святого Матфея, Апостола и Евангелиста».
Согласно другой, самой распространённой на сегодняшний день версии, мощи апостола Матфея в X веке были привезены в итальянский город Салерно, где и находятся по сегодняшний день в местном кафедральном соборе, привлекая паломников-христиан со всего мира.

## В искусстве
Святой апостол и евангелист Матфей часто изображался на иконах и произведениях искусства. Три картины из жизни апостола кисти Караваджо принадлежат к выдающимся шедеврам живописи.
Матфей — персонаж в романе Михаила Афанасьевича Булгакова «Мастер и Маргарита».

## Дни памяти и покровительство
- В православном церковном календаре: 16 (29) ноября и 30 июня (13 июля) (Собор двенадцати апостолов).
- В католическом: 21 сентября.
- В англиканском: 21 сентября.

Считается покровителем города Салерно в Италии, а также бухгалтеров, таможенников и всех финансовых служб.